# 구마토리정
구마토리정(일본어: 熊取町)은 일본 오사카부 남서부 센난군의 정이다.

## 인접한 자치체
- 이즈미사노시
- 가이즈카시

## 역사
- 1889년 - 정촌제 시행으로 히네군 구마토리촌이 되었다.
- 1896년 - 센난군이 성립해 센난군 구마토리촌이 되었다.
- 1951년 - 정으로 승격해 센난군 구마토리정이 되었다.

## 교통

### 철도
- 서일본 여객철도 한와선

### 도로
- 국도 제170호선 (일본)(일본어판)